# Walton Castle
Walton Castle er et slot fra 1600-tallet opført bygget i stil med en middelalderborg på en bakketop i Clevedon, North Somerset, England. Den er anlagt på et tidligere voldsted fra jernalderen.
Det er en listed building af anden grad.